# 埃尔塞贡多 (加利福尼亚州)

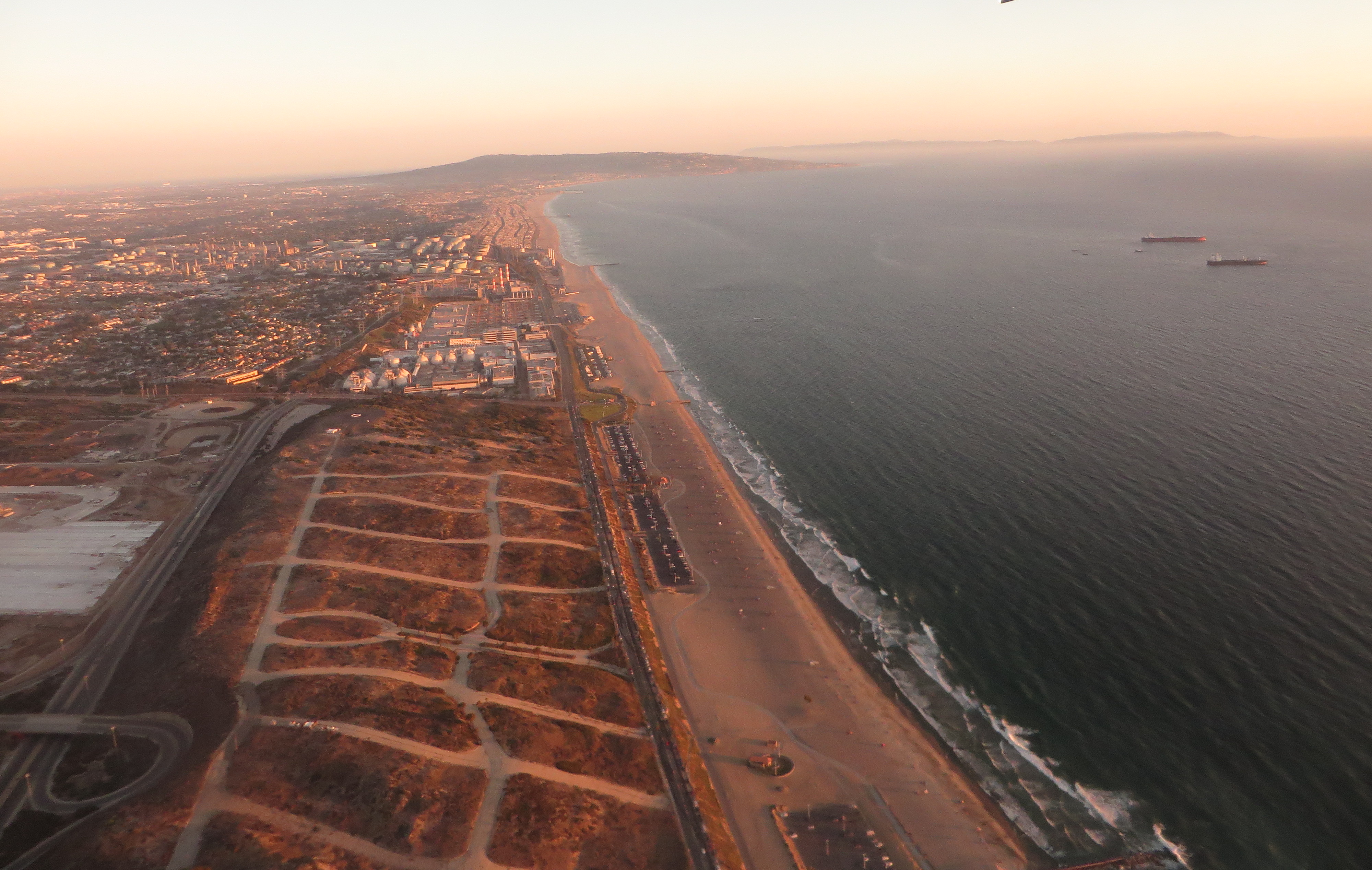

埃尔塞贡多（西班牙語：El Segundo）是美国加利福尼亚州洛杉矶县下属的一座城市。建市于1917年1月18日，面积大约为5.46平方英里（14.1平方公里）。根据2010年美国人口普查，该市有人口16,654人。